# Linognathus antennatus
Linognathus antennatus är en insektsart som först beskrevs av Piaget 1880.  Linognathus antennatus ingår i släktet Linognathus och familjen nötlöss. Inga underarter finns listade i Catalogue of Life.